# 오토 프랑크
오토 하인리히 프랑크(독일어: Otto Heinrich Frank, 1889년 5월 12일 ~ 1980년 8월 19일)는 《안네의 일기》로 알려진 안네 프랑크와 언니 마르고트 프랑크의 아버지이다. 안네의 사후 1947년 그녀의 일기를 출판했다.

## 어린 시절
독일 제국 프랑크푸르트 암마인에서 자유분방한 유대인 집안에서 태어났다. 오토는 자신의 위에 형 1명, 자신의 아래에 남동생, 여동생 1명씩을 두었다. 그의 부친 미하엘 프랑크는 성공적인 사업가로 몇몇 회사의 주주였으며, 1896년에서 1897년 사이에 미하엘 프랑크 뱅킹 비즈니스(Michael Frank banking business)를 설립하였다.
고등학교를 졸업한 후, 오토 프랑크는 하이델베르크 대학교에서 경제학을 전공했고 미국 뉴욕의 메이시스 백화점에서 현장 실습을 했다.

## 비지니스와 군복무
여름 학기에 이어 오토 프랑크는 1년간 지방 은행에서 일하였다. 불행하게도 1909년 오토가 뉴욕에 도착한 지 몇주 후에 부친이 사망하였다. 그는 빠르게 장례식을 위하여 독일로 돌아왔다. 자신의 경력에서 서서히 나아가는 데 결심한 그는 미국으로 돌아와 거기서 다음 2년 동안 일하는 데 처음에 그 백화점에서, 후에 은행에서 일하였다.
1911년 오토는 귀국하여 창틀을 조립하는 회사와 함께 직업을 차지하였다. 제1차 세계 대전이 일어나는 동안에 그는 독일 군사를 위한 편자 제조업을 위하여 일하였다. 1914년 오토는 독일 육군으로 징병되어 자신이 중위로 진급된 서부 전선으로 보내졌다. 전쟁이 끝날 때 프랑크는 자신의 동생이 부족하게 경영해 온 가족 은행을 차지하였다.
많은 세월 후, 1936년 오토는 더욱 나가 오펙타 회사를 설립하여 자신의 비지니스 통찰력을 보이려 하며 자신을 그 회사의 사장으로 임명하였다. 2년 후, 그는 2번째 회사 펙타콘을 세우려고 했다.

## 첫 결혼 생활
오토 프랑크는 1925년 5월 12일 자신의 첫 부인 에디트 홀렌더와 결혼하였다. 1926년 2월 16일 에디트 여사는 첫딸 마고를 낳았다. 1929년 6월 12일 프랑크 부부는 둘째딸 안네 프랑크로 더욱 잘 알려진 아넬리스 마리 프랑크의 탄생에 기뻐하였다. 1933년 아돌프 히틀러가 권력에 오르자 독일의 위험들을 피하려고 오토는 가족을 네덜란드로 이전시켰다.

## 홀로코스트
1940년 네덜란드가 나치 독일에 의하여 침입되었을 때 유대인들은 자신들 소유의 비지니스를 더 이상 운영할 수 없었다. 오토 프랑크는 자신의 회사들의 정식 소유자들로서 자신의 네덜란드인 동료들을 임명하는 데 강요되었다.
1942년 마고는 그녀가 포로 수용소로 요청된 편지를 받았다. 결과로서 오토와 그의 가족들은 그의 사무실 바로 위에 비밀 별관에 은둔으로 들어갔다. 다른 4명의 유대인들과 함께 프랑크 가족은 2년 동안 은둔 생활을 하였다. 그 시간 동안에 안네는 일기를 간직하며 자신의 느낌들과 극복하였다.
1944년 8월 4일 게슈타포가 별관을 습격하였다. 프랑크 가족은 체포되어 베스터보르크 일시 체류용 수용소로 보내졌다가 아우슈비츠 강제 수용소로 보내졌다. 안네와 마고는 후에 베르겐-벨젠으로 끌려갔다. 1945년 아우슈비츠가 해방된 후, 오토는 자신이 가족 중에서 홀로코스트로부터 살아남은 유일한 사람이었다는 것을 알게되었다.

## 생존의 계기
안네의 아버지 오토는 당시 어른 중 유일하게 잡혔다가 죽지 않은 사람이다. 유대인임에도 살 수 있었던 이유는, 옛날에 오토는 도이칠란트 공화국 중위였다. 그는 자신과 가족들이 잡히는 순간에도 그 사실을 밝히지 않았는데, 나치당원이 나중에 그걸 발견한 것이다. 그러자 나치당원은 그 사실을 당에다가 신고했고, 결국 오토는 살아남을 수 있게 되었다.

## 이후의 세월
몇달 후에 오토 프랑크의 전 비서 미프 히스가 버림받은 별관에서 안네의 일기장을 찾아 오토에게 주었다. 1947년 그는 《안네의 일기》의 타이틀 아래 책을 출판하였다.
그는 1953년 동료 유대인 생존자 엘프리데 마르코비츠와 재혼하였다. 부부는 스위스로 이주하여 거기서 함께 여생을 보냈다. 1980년 8월 19일 오토는 91세의 나이로 바젤에서 사망하였다.
더욱 최근의 소식에서 2013년 6월 안네 프랑크의 집은 1960년대 초반에 오토 프랑크가 창립한 기구 안네 프랑크 토대가 2007년 오토와 안네 프랑크에게 관련된 문서들의 반환을 위하여 집을 고발한 후, 토대에게 민사 소송을 잃었다.

## 같이 보기
- 오토 프랑크 (생리학자)